# Лиляй, Сабьен
Сабиэн Лиляй (алб. Sabien Lilaj; род. 10 февраля 1989, Малики, Корча) — албанский футболист, полузащитник. Выступал за национальную сборную Албании.
Четырёхкратный победитель чемпионата и Суперкубка Албании. Обладатель кубка Албании.

## Клубная карьера
В профессиональном футболе Лиляй дебютировал в 2008 году, выступая за команду «Тирана», в которой провёл три сезона, приняв участие в 67 матчах чемпионата. Большую часть времени, проведённого в составе «Тираны», был основным игроком команды. За это время завоевал титул чемпиона Албании, становился обладателем Суперкубка Албании.
Своей игрой за эту команду привлёк внимание представителей тренерского штаба хорватской «Локомотивы», к составу которой присоединился в 2011 году. Сыграл за загребских «локомотивов» следующий сезон своей игровой карьеры, так и не став стабильным игроком основного состава.
Летом 2012 года вернулся на родину, заключив контракт со «Скендербеу». 28 декабря 2015 года он был признан футболистом года в Албании. В феврале 2016 года провёл свой сотый матч за команду из Корчи в национальных чемпионатах.
16 июня 2018 года Лиляй стал игроком «Габалы», подписав годичный контракт с опцией продления с зарплатой 500000 евро в год. 4 июня 2019 года «Габала» подтвердила, что Лиляй покинет клуб по окончании контракта.

## Выступления за сборные
В течение 2009—2010 годов привлекался в состав молодёжной сборной Албании. На молодёжном уровне сыграл в 12 официальных матчах.
7 октября 2011 года дебютировал за национальную сборную Албании в матче против Франции, Албания проиграла со счётом 3:0. На данный момент провёл в форме сборной более десятка матчей.

## Достижения
«Тирана»
- Чемпион Албании: 2008/09
- Обладатель Суперкубка Албании (2): 2009, 2011
- Обладатель Кубка Албании: 2010/11

«Скендербеу»
- Чемпион Албании (3): 2012/13, 2013/14, 2014/15
- Обладатель Суперкубка Албании (2): 2013, 2014